# 페테르 린드그렌
페테르 린드그렌(스웨덴어: Peter Lindgren, 1973년 3월 6일 ~ )은 스웨덴의 음악가이자 작곡가이다. 그는 스웨덴의 프로그레시브 데스 메탈 밴드 오페스의 전 기타리스트로 가장 잘 알려져있다. 1991년에 그는 원래 오페스와 함께 한 공연만 할 예정이었으나, 결국 가입하여 기타리스트를 맡게 되었다. 린드그렌은 오페스의 곡 절반의 리드 기타 부분을 연주했다. 오페스의 라이브 DVD Lamentations의 설명과 같이, 오페스 내 리드 기타의 역할은 보컬 미카엘 오케르펠트의 부담을 줄임과 동시에 더 나은 솔로를 할 수 있는 누군가가 나서도록 하는 것이다. 예를 들어, 오케르펠트가 기타 솔로를 하는 것에 어려움을 겪을 때, 린드그렌이 대신 이를 도맡아 할 수도 있고 그 반대 또한 역시 가능하다. 2004년 3월, 린드그렌과 오케르펠트는 기타 월드 잡지의 '최고의 헤비 메탈 기타리스트 100명' 목록에서 공동 42위에 선정되었다.
오페스에 재직하는 동안 그는 미카엘 오케르펠트와 함께 여러 곡들을 공동작곡했는데 대표적으로 Morningrise의 "Black Rose Immortal", My Arms, Your Hearse의 "Demon of the Fall", Blackwater Park의 "Dirge for November"와 "Blackwater Park"가 있다.
린드그렌은 물리학과 철학을 전공하였다.

## 오페스 탈퇴
2007년 5월, 페테르 린드그렌이 오페스를 탈퇴한다는 소식을 전했다. 그는 투어를 다니는 것에 대해 지쳐버렸고 오페스에 대한 음악적 열망 또한 잃어버렸다고 고백했다. 린드그렌과 오케르펠트 모두 탈퇴 과정을 원만히 진행되어 악감정을 가지는 일은 없다고 했다. 이후 아치 에너미의 구성원이었던 프레드리크 오케손이 그를 대신하여 오페스에 가입했다. 린드그렌은 스톡홀름에서 정보통신기술 상담사로 일하게 되어 공적인 자리에는 더 이상 모습을 드러내지 않았다. 2016년에 그는 스포티파이의 스톡홀름 지사에서 유능한 코치가 되어 일하고 있다.

## 영향
린드그렌은 아이언 메이든을 들으며 음악가로 성장하였으며 메탈리카의 음반 Master of Puppets에도 크게 영향을 받았다. 그는 1970년대 활동했던 프로그레시브 록 밴드 카멜을 즐겨 들었으며 이 밴드는 오페스의 프로그레시브적인 음악성에 큰 영향을 준 밴드이기도 하다.

## 장비

### 기타
- PRS 커스텀 24
- 깁슨 레스폴 커스텀 1974
- 잭슨 랜디 로즈
- 1991 깁슨 SG

### 앰프
- 레이니 VH100R

### 이펙터
- BOSS GT-5 이펙트 프로세서